# Apatomerus
Apatomerus mirus
Genre
Espèce
Apatomerus (littéralement « fémur trompeur ») est un genre de reptile éteint connu à partir d’un seul fossile (KUVP 1199), provenant du Kiowa Shale (en), une formation datant de l’Albien (Crétacé inférieur) au Kansas, aux États-Unis. Cet os, collecté en 1893, fut d’abord identifié comme le fémur d’un crocodilien, mais fut décrit en 1903 par Samuel Wendell Williston comme appartenant à un ptérosaure. Cette identification fut acceptée jusque dans les années 1970, mais a depuis été abandonnée. Des synthèses récentes sur les genres de ptérosaures, telles que celles de Wellnhofer (1991) et de Glut (2004), ne le mentionnent pas, et Mike Everhart, spécialiste des roches de la Voie maritime intérieure de l'Ouest (incluant le Kiowa Shale (en)), identifie plutôt l’os comme étant probablement la partie supérieure d’un propodial de plésiosaure (un os de membre),.